# Заводской (Ярославская область)
Заводской — опустевший поселок в Ростовском районе Ярославской области. Входит в состав Петровского сельского поселения.

## География
Находится в юго-восточной части Ярославской области на расстоянии приблизительно 28 км на юг-юго-запад по прямой от районного центра города Ростов.

## История
До Великой Отечественной войны поселок еще не существовал. Был отмечен уже только на карте позднего советского периода. Входил в систему Петровского карьероуправления (добыча песка).

## Население
Численность населения не была учтена как в 2002 году, так и в 2010.